# FK Temnić 1924 Varvarin
Fudbalski Klub Temnić 1924 Varvarin (serb.: Фудбалски Клуб Темнић 1924 Варварин) – serbski klub piłkarski z siedzibą w Varvarinie (w okręgu rasińskim). Został utworzony w 1924 roku, jako FK Jovan Kursula. Obecnie występuje w Zonskiej lidze (4. poziom serbskich rozgrywek piłkarskich), w grupie Zapad. Od 2013 roku klub występuje w rozgrywkach jako FK Temnić 1924.

## Stadion
Klub rozgrywa swoje mecze domowe na stadionie Stadion Temnić w Varvarinie, który może pomieścić 1.500 widzów.

## Sezony
| Sezon                          | Liga                                             | Poziom | Miejsce |
| Federalna Republika Jugosławii |                                                  |        |         |
| 1999/00                        | Druga liga SR Јugoslavije – Grupa Istok (Wschód) | II     | 12      |
| 2000/01                        | Druga liga SR Јugoslavije – Grupa Istok (Wschód) | II     | 18      |
| 2001/02                        | Srpska liga (Grupa Timok)                        | III    | 11      |
| 2002/03                        | Srpska liga (Grupa Timok)                        | III    | 17 *    |
| Serbia i Czarnogóra            |                                                  |        |         |
| 2003/04                        | Prva rasinska okružna liga                       | V      | ?       |
| 2004/05                        | Prva rasinska okružna liga                       | V      | 1       |
| 2005/06                        | Zonska liga (Pomoravska zona)                    | IV     | 6       |
| Serbia                         |                                                  |        |         |
| 2006/07                        | Zonska liga (Pomoravska zona)                    | IV     | 5       |
| 2007/08                        | Zonska liga (Pomoravsko-Timočka zona)            | IV     | 13      |
| 2008/09                        | Zonska liga (Pomoravsko-Timočka zona)            | IV     | 12      |
| 2009/10                        | Zonska liga (Pomoravsko-Timočka zona)            | IV     | 18      |
| 2010/11                        | Prva rasinska okružna liga                       | V      | 13      |
| 2011/12                        | Opštinska liga Varvarin                          | VI     | 5 **    |
| 2012/13                        | brak drużyny w rozgrywkach ligowych              | -      | -       |
| 2013/14                        | Prva rasinska okružna liga                       | V      | 1       |
| 2014/15                        | Zonska liga (Grupa Zapad)                        | IV     | 1       |
| 2015/16                        | Srpska liga (Grupa Istok)                        | III    | 6       |
| 2016/17                        | Srpska liga (Grupa Istok)                        | III    | 1       |
| 2017/18                        | Prva liga Srbije                                 | II     | 14      |
| 2018/19                        | Srpska liga (Grupa Istok)                        | III    | 2       |
| 2019/20                        | Srpska liga (Grupa Istok)                        | III    | 16 ***  |
| 2020/21                        | Zonska liga (Grupa Zapad)                        | IV     | ?       |

 * Po zakończeniu sezonu 2002/03 FK Temnić Varvarin zrezygnował z gry w Zonskiej lidze w grupie Pomoravska zona i w następnym sezonie będzie występował w Okružnej lidze (5. poziom rozgrywek piłkarskich), w grupie Prva rasinska okružna liga.
 ** W 2012 roku FK Temnić Varvarin z powodu kłopotów finansowych wycofał się z rozgrywek ligowych w sezonie 2012/13, a od sezonu 2013/14 klub rozpoczął występy w rozgrywkach od 5. poziomu serbskich rozgrywek piłkarskich jako FK Temnić 1924 Varvarin.
 *** Z powodu sytuacji epidemicznej związanej z koronawirusem COVID-19 rozgrywki sezonu 2019/2020 zostały zakończone po rozegraniu 17 kolejek.

## Sukcesy

### jako FK Temnić
- 12. miejsce Drugiej ligi SR Јugoslavije (1x): 2000.
- mistrzostwo Prvej rasinskiej okružnej ligi (V liga) (1x): 2005 (awans do Zonskiej ligi).
- 3. miejsce Srpskiej ligi – Grupa Timok (III liga) (1x): 1999 (awans do Drugiej ligi SR Јugoslavije).

### jako FK Temnić 1924
- 14. miejsce Prvej ligi Srbije (1x): 2018.
- mistrzostwo Srpskiej ligi – Grupa Istok (III liga) (1x): 2017 (awans do Prvej ligi Srbije).
- mistrzostwo Zonskiej ligi – Grupa Zapad (IV liga) (1x): 2015 (awans do Srpskiej ligi).
- mistrzostwo Prvej rasinskiej okružnej ligi (V liga) (1x): 2014 (awans do Zonskiej ligi).
- wicemistrzostwo Srpskiej ligi – Grupa Istok (III liga) (1x): 2019.